# David Groh
David Lawrence Groh (* 21. Mai 1939 in Brooklyn, New York City; † 12. Februar 2008 in Los Angeles) war ein US-amerikanischer Schauspieler.

## Leben
David Groh wurde als Sohn jüdischer Eltern geboren, sein Vater war Architekt. Er besuchte die Brown University in Providence mit dem Ziel, Ingenieur zu werden, machte aber schließlich seinen Abschluss in Englischer Literatur. Groh begann seine Schauspielkarriere beim American Shakespeare Festival in Stratford und erhielt ein Fulbright-Stipendium für die London Academy of Music and Dramatic Art. Anschließend diente er von 1963 bis 1964 in der U.S. Army.
Nach seiner Rückkehr nach New York studierte er am Actors Studio und spielte Theater in Off-Broadway-Produktionen. Seine erste größere Rolle erhielt er 1972 in der Fernsehserie Love Is a Many Splendored Thing. Am bekanntesten ist Groh für seine Hauptrolle in der Sitcom Rhoda, in der er von 1974 bis 1977 den Ehemann der Hauptfigur, gespielt von Valerie Harper, verkörperte. Nach dem Ende von Rhoda spielte er in mehreren Filmen und Fernsehserien mit, wandte sich aber hauptsächlich wieder dem Theater zu. 1978 gab er sein Broadway-Debüt in Chapter Two von Neil Simon, spielte unter anderem in King Lear (1982), Road Show (1987), The Twilight of the Golds (1993) und Blackout (2003). In einer Produktion des Lee Strasberg Creative Center Theatre in Los Angeles führte er 2000 erstmals auch Regie.
Groh war zwei Mal verheiratet und hat einen Sohn aus seiner ersten Ehe. Er starb im Cedars-Sinai Medical Center an Nierenkrebs und wurde auf dem Mount Sinai Memorial Park Cemetery in Los Angeles beigesetzt.

## Filmografie (Auswahl)
- 1972: The Ringer (Kurzfilm)
- 1972–1973: Love Is a Many Splendored Thing
- 1974–1977: Rhoda (Fernsehserie, 55 Folgen)
- 1976: Unternehmen Entebbe (Victory at Entebbe)
- 1976: Zwei Minuten Warnung (Two-Minute Warning)
- 1986: Hot Shot – Der Weg zum Sieg (Hotshot)
- 1987: Das gebrochene Gelübde (Broken Vows)
- 1991–1996: Baywatch – Die Rettungsschwimmer von Malibu (Baywatch, Fernsehserie, 3 Folgen)
- 1995–1996: Melrose Place (Fernsehserie, 3 Folgen)
- 1998–2001: V.I.P. – Die Bodyguards (V.I.P., Fernsehserie, 5 Folgen)
- 2000: Whitmans Rückkehr (Blowback)
- 2001: Black Scorpion (Fernsehserie, 21 Folgen)